# وفاة إليسا لام
إليسا لام، (بالإنجليزية: Elisa Lam)‏ والمعروفة أيضا باسمها الكانتوني، لام هو يي (بالصينية المبسطة: 蓝可儿؛ بالصينية التقليدية: 藍可兒، ولدت في 30 أبريل 1991 - توفيت 2013)، هي طالبة كندية يبلغ عمرها 21 عاما تدرس في جامعة كولومبيا البريطانية في فانكوفر، وقد عثر على جثتها في خزان مياه فوق فندق سيسيل في وسط مدينة لوس أنجلس في 19 فبراير 2013. تم الإبلاغ عن فقدانها في بداية الشهر. اكتشف عمال الصيانة في الفندق الجثة عندما قاموا بالتحقيق في شكاوى النزلاء عن مشاكل في إمدادات المياه.
تم الإبلاغ عن اختفائها وزاد الاهتمام بقضيتها قبل خمسة أيام من اكتشاف جثتها، وذلك عندما نشرت شرطة لوس أنجلوس فيديو تظهر فيه إليسا في آخر مرة شوهدت فيها، والتقط الفيديو يوم اختفائها من خلال كاميرا أمن المصعد. تظهر لام في الفيديو وهي تدخل وتخرج من المصعد عدة مرات، وتتحدث وتشير بيدها إلى الردهة خارج المصعد، وأحيانا تختفي داخل المصعد الذي بدا أحيانا أنه يتعطل. انتشر الفيديو بسرعة على الإنترنت، وذكر العديد من المشاهدين أن الفيديو أصابهم بالقلق. تراوحت التفسيرات بين المزاعم بوجود خوارق إلى الاضطراب ثنائي القطب والذي عانت منه لام؛ كما قيل أن الفيديو تم التلاعب به.
أثارت ظروف وفاة لام العديد من التساؤلات وقت العثور عليها، خاصة في ضوء تاريخ فندق سيسل في ما يتعلق بحالات وفاة وقتل أخرى في السابق. كانت جثتها عارية  وكانت ملابسها وأمتعتها الشخصية تطفو على الماء قربها. استغرق الأمر من مكتب المحقق الشرعي في مقاطعة لوس انجليس أربعة أشهر لنشر تقرير تشريح الجثة، بعد تأخيرات متكررة، ولم يسجل التقرير أى دليل على صدمة جسدية ونصّ على أن سبب الوفاة كان عرضيا. رفع الضيوف في سيسل، وأعيدت تسميته الآن باسم ستاي أون ماين، دعوى قضائية ضد الفندق على خلفية الحادث، ورفع والدا لام دعوى منفصلة في وقت لاحق من ذلك العام؛ وتم رفض الأخيرة في عام 2015.
لاحظ بعض المهتمين بالموضوع على الإنترنت ما اعتبروه تشابها غير عادي بين موت لام وقصة فيلم الرعب «ماء عادم» الذي أنتج عام 2005. كما كانت هناك جهود لتحويل حادثة لام إلى فيلم أيضا منذ ذلك الحين. بعد أقل من سنة على وفاتها، أنتج فيلم رعب من هونغ كونغ بعنوان «طقوس الأشباح الجائعة» Hungry Ghost Ritual، وأحد مشاهده مستوحى على ما يبدو من فيديو المصعد، وأعلن المخرج الصيني ليو هاو أنه يخطط لفيلم يقوم على حياتها وموتها، ويأمل أن تقوم الممثلة قاو يوان يوان ببطولته. واستلهمت من الحادثة حلقة من مسلسل كاسل، وبدأ إنتاج فيلم رعب يستخدم القضية كخلفية درامية، بعنوان The Bringing من إنتاج سوني بيكتشرز انترتينمنت.

## الحادث
في فبراير عام 2013، أبلغ زوجان من السياح البريطانيين هما مايكل وسابينا باو من رواد فندق “سيسل” بولاية لوس أنجلوس الأمريكية إدارة الفندق بشكوى من مياه الصنابير بغرفتهما، حيث إن تدفق الماء مضطرب ومتقطع والمياه تنزل داكنة ملوثة قليلًا، وبعد فحص خزانات المياه أعلى الفندق، تم العثور على جثة الفتاة الكندية صينية الأصل “إليسا لام – 21 عامًا”، غارقة نصف عارية بقاع أحد خزانات المياه، وتم إبلاغ إدارة الشرطة بلوس أنجلوس، التي أعلنت مبدئيًّا عن وفاة إليسا ولم تصرح بشيء آخر حتى تشريح الجثة وإعلان سبب الوفاة، وإذا ما كان هناك شبهة جنائية.

## الاختفاء
قبل ذلك بأسبوعين تم التبليغ عن فقد إليسا لام والتي شوهدت آخر مرة في فندق “سيسل” في آخر أيام يناير 2013، والغريب أن شرطة لوس أنجلوس بحثت في إطار ذلك الفندق بأكمله قبل اكتشاف الجثة بثلاثة أسابيع بما فيها سطح الفندق مستخدمة كلاب البحث، ولكنها لم تعثر وقتها على أي أثر لإليسا، من الغوامض أيضًا أن الخزان التي وجدت به جثة إليسا ليست به فتحات سهلة الاستخدام –الخزان مغلق بمسامير غليظة– بالإضافة إلى عدم وجود سلم للخزان البالغ طوله مترين ونصف المتر يسمح بالوصول لقمته فما بالك بداخله، وإن رجال الإنقاذ اضطروا لقطع فتحة مناسبة لاستخراج الجثة، بالإضافة إلى تصريح الفندق والشرطة بأن الوصول لسطح الفندق ذاته هو شيء شبه مستحيل لأحد غير العاملين المختصين.

## الفيديو الذي حير العالم
في إطار البحث عقب العثور علي جثة إليسا، تحفظت إدارة شرطة لوس أنجلوس على أشرطة كاميرات المراقبة وكاميرات المصاعد، ومن ضمن المقاطع كان الفيديو الذي ظهرت فيه إليسا لآخر مرة، الفيديو الغامض المخيف يظهر إليسا تدخل المصعد وتبدأ في ضغط عشوائي على الكثير من الأزرار دفعة واحدة ثم تتراجع بخوف وكأن شخصًا ما يطاردها ثم تنتظر الباب بخوف حتى ينغلق وينفذ المصعد الأمر، لكن باب المصعد لا ينغلق، فتبدأ في الخروج بحذر لترى إن كان أحدهم يضغط الأزرار بالخارج لإيقاف المصعد، لكنها لا ترى أحدًا.
فيبدو عليها الخوف والرعب ثم تبدأ في الالتصاق بجدران المصعد في خوف كأنها تهرب أو تختبئ من مطارد ما، والغريب أن باب المصعد لا يزال يأبى أن ينغلق! فتبدأ إليسا المذعورة في الخروج والدخول ثانية لعل المصعد به عطل بسيط أو ما شابه ذلك، ثم فجأة تقف خارج المصعد في توتر، وهنا يبدأ الجزء المريب الغامض، تبدأ إليسا في النظر لشيء أو شخص ما لا يظهر في المقطع ولا زال الخوف والذعر يسيطران عليها وتبدأ في تحريك جسدها ويديها في إشارات غامضة مخيفة كأنها تكلم شبحًا، ثم ينتهي المقطع بخروج إليسا واختفائها، والأغرب من هذا، أن بعد انصرافها، يعود المصعد للعمل! ليفجر أطنانًا من الدهشة لدى المحققين عن سر التصرفات الغريبة لإليسا لام.

## الدوافع وتقرير التشريح
رجح المحققون أن يكون سبب تصرف إليسا لام الغريب والمريب هو بلا شك كونها تحت تأثير المخدرات أو الكحول مما دفعها للانتحار، ولكن مع صبيحة أحد الأيام صدر تقرير الأطباء من مشرحة “ركن المقاطعة ” بلوس أنجلوس يفيد أن الوفاة حدثت نتيجة غرق عارض، ولم يعثر في الجثة على أثر ضرب أو مقاومة أو عنف أو اعتداء جنسي، والأكثر غرابة لم يعثر على بقايا مخدرات أو مثبطات عصبية أو كحول في نتيجة تحليل الدم الخاص بالجثة عدا بقايا عقار عادي – محّسن وظيفي ومعالج حموضة-، ذكر فقط مع وصف التشريح أن الجثة وجدت متحللة شبه مجردة من ملابسها التي ظهرت بالمقطع مع مفتاح غرفة المراقبة بالفندق والتي أقسم عامل الغرفة أنه لم يسرق منه شخصيًّا!

## طابع هوليوودي مثير للرجفة
تبدو القضية في غموضها كقصة فيلم هوليوودي مثير، ومن المصادفة أن الحادث يتشابه وبشدة مع أحد أفلام رعب هوليوود الشهيرة الذي أنتج قبل الحادث بثمانية أعوام كاملة، وهو فيلم “المياه الداكنة” أو “Dark water 2005” المقتبس عن فيلم رعب ياباني بذات الاسم أنتج قبل ذلك بثلاث سنوات عام 2002، وكلا القصتين تتحدثان عن أم وابنتها الصغيرة ذهبتا لفندق وتعرضتا فيه لذات المواقف المخيفة عن وجود مرعب لمياه داكنة تتسرب من سقف الغرفة، ولشيء ما يخيف ابنتها، ومشاهد مرعبة للبطلة وابنتها في “مصعد الفندق” تبدو فيه البطلة عالقة، مياه ملوثة سوداء بشعر آدمي تنزل من الصنابير بغرفتهما، والتي اكتشفا مع تطور الأحداث أن الرعب الذي تعاني منه نتج عن لعنة فتاة غرقت في خزان المياه الخاص بالفندق، بل وإن الفتاة الصغيرة ابنة بطلة الفيلم كانت تدعى “سيسيليا” وهو الاسم المؤنث لـ”سيسل”، اسم الفندق محل الواقعة.

## فندق “سيسل” وتاريخ رهيب
لفتت القضية أنظار عدد من المهتمين بالغوامض من جميع أنحاء العالم حيث ثبت أن الفندق ذاته استضاف عدة شخصيات غريبة وغامضة مثل القاتل المتسلسل الشيطاني ريتشارد راميرز والذي قتل أربع عشرة ضحية قبل القبض عليه، والقاتل المتسلسل النمساوي “چاك أنترويجر” “jack undterweger” أيضًا أقام في نفس الفندق، بالإضافة إلى إليزابث شورت القتيلة في قضية شهيرة في الأربعينيات في لوس أنجلوس سميت قضية داليا السوداء ارتبطت بالقتل والتعذيب والتشوية أيضًا أقامت في فندق سيسل قبل حادث مصرعها.

## غموض أم مصادفة
ربما بدت القضية أو الحادث مصادفة أو جريمة نفذت بإحكام، ولكن مع الحقائق وتقرير التشريح والتحقيقات، ترك الباب مفتوحًا للتساؤلات ليس فقط من قبل السلطات ولكن من قبل المهتمين بالغوامض في العالم، أسئلة تركت مفتوحة مثل: ما سر تصرفات إليسا لام في لحظاتها الأخيرة إن لم تكن تحت تأثير المخدرات؟ هل هو جنون مؤقت أو لوثة عقلية، حتى وإن كان هذا هو التفسير، كيف وصلت جثة إليسا للخزان المغلق أعلى الفندق، وكيف وصلت للسطح أصلًا مع إجراءات الفندق المشددة حيال الولوج للسطح، هذه الأسئلة تركت بلا إجابات للباحثين وعشاق الوصول للحقيقة حول العالم في تلك القضية المثيرة للجدل والمزمع إنتاج فيلم هوليوودي آخر عنها باسم “البداية”“the beginning “ من إنتاج شركة سوني بيكتشر.